# 貓叫症候群
猫叫综合征（英語：Cri du chat syndrome），也称貓哭症、貓啼症、5號染色體短臂缺失症候群（chromosome 5p deletion syndrome），是一種由於第五號染色體短臂缺損而引起的罕見基因異常病症。患病婴儿的哭聲特別，似貓啼，因而得名；其英文名稱係借自法語，意即「貓哭」或「貓叫」。1963年热罗姆·勒热纳首次在文獻中報告该病，該疾病因而又稱勒瓊症候群。每年出生的活產嬰兒中，約每兩萬至五萬名新生兒之中有一人患有此症。此症可發生於任何族裔，男女比例約為3:4。

## 病徵與病狀
因為嬰兒的喉頭和神經系統發育不完全，所以患有此症的嬰兒會發生貓啼般的哭聲，大約三分之一的患儿在兩歲之後就不會再發出這種哭聲，除此之外，貓哭症還有以下症狀﹕
- 由於吞嚥和吸吮困難而引起餵食問題
- 出生體重低，生長遲緩
- 嚴重的認知、語言和運動發展遲緩
- 行為問題包括﹕過度活躍症、侵略、暴怒、重複動作
- 隨時間改變的特有面部特徵
- 嚴重流口水
- 便秘

其他常見症狀包括低肌肉張力、小腦症、發育不良、圓臉、脹面頰、小下巴、兩眼過份分離、內眥贅皮、上眼線下鈄、斜視、扁鼻樑、嘴角下垂、低耳、短手指、斷掌、先天性心臟病（例如﹕心室間隔缺損、心房間隔缺損、動脈導管未閉、法樂氏四聯症），但患有貓哭症的人，其生育能力則不受影響。
較少見的症狀包括兔唇、顎裂、耳邊有瘺管、胸腺發育不良、腸道轉位不全、巨結腸、腹股溝疝、髖關節脫臼、隱睪症、尿道下裂、罕見腎臟畸形（例如﹕馬蹄形腎臟、腎臟異位、發育不全、腎積水）、尾指內彎、馬蹄形內翻足、扁平足、第二及第三隻手指和腳趾連趾、可過度伸展的關節等
在較年長的小朋友和青少年的身上，患者會表現出明顯的智力不全、小腦症、臉部特徵變得粗魯、突出的眼眉骨、深陷的眼睛、扁鼻樑、嚴重的咬合不正、脊椎側彎。
受影響的女性患者會踏入青春期，第二性徵、月經會如常出現，生殖器官正常，但曾發現心型的子宮。受影響男性的睪丸通常會比較細小，但可正常製造精子。

## 遺傳基因
貓哭症是因為第五號染色體部份缺損，亦叫做5p單倍體，大約九成的問題基因都是由突變形成的，其餘的問題基因是由於父或母一方的兩條第五色體連在一起，令受影響的嬰兒成為5p染色體三倍體(trisomy)，這些嬰兒通常會有較嚴重的病症和病狀。

## 診斷和處理
診斷主要根據受影響嬰兒特有的哭聲和其他症狀，受影響的家庭可以接受基因諮詢和基因測試。患有貓哭症的兒童可以接受言語治療、聲音治療和職業治療，如有先天性心臟缺陷，則通常需要接受手術。

## 外部連結
- 中的“Cri du chat”
- 罕見疾病-貓哭症Cri-du-chat syndrome, 5p deletion syndrome[永久]